# Rio de Onor
Rio de Onor is een plaats (freguesia) in de Portugese gemeente Bragança en telt 126 inwoners (2001).

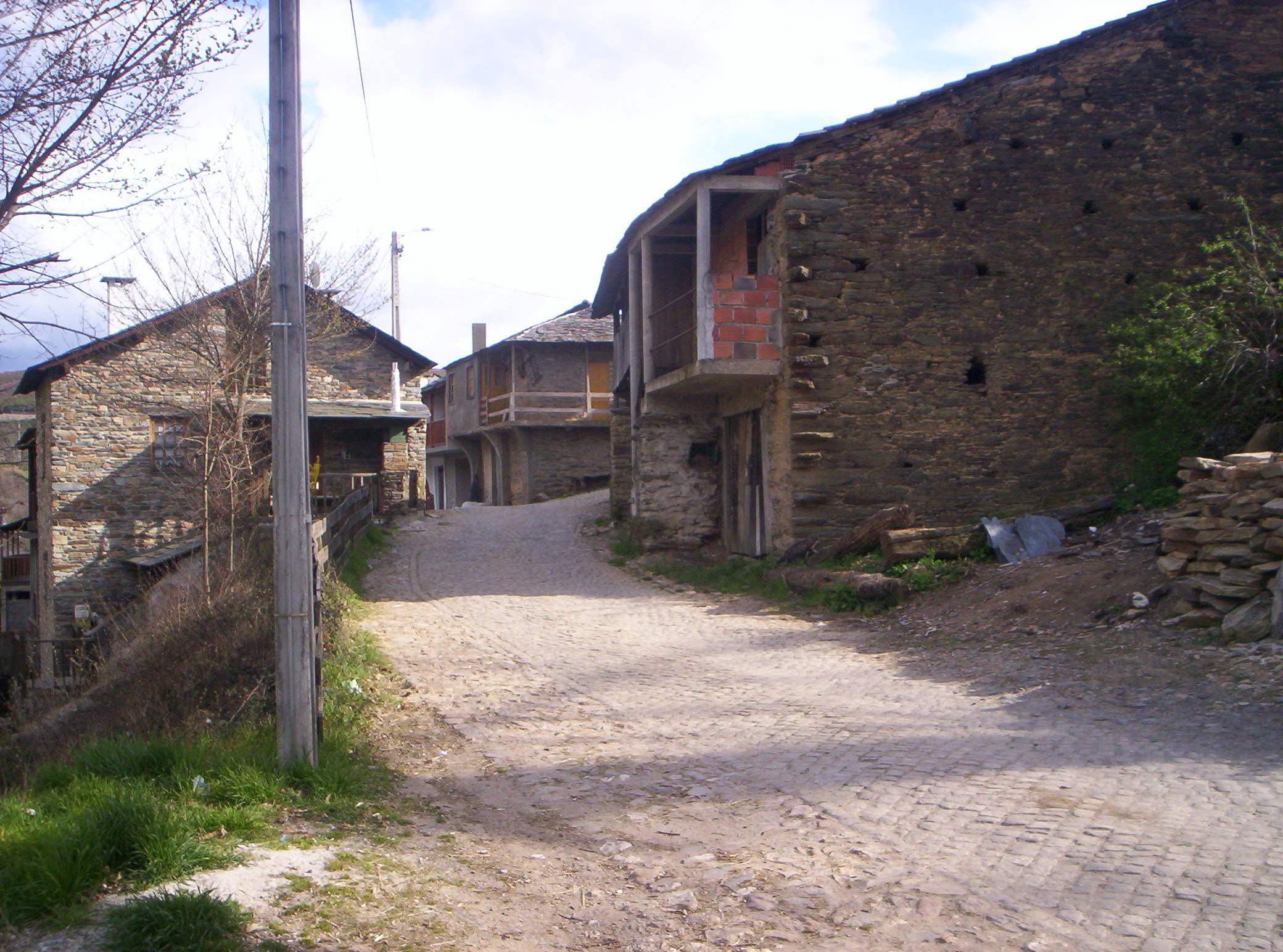
Rio de Onor